# Biuletyn Informacyjny
Il Biuletyn Informacyjny è stato un settimanale polacco clandestino pubblicato durante l'occupazione tedesca dal 1939 al 1944 a Varsavia (come quotidiano durante la rivolta di Varsavia) e dal 1944 al 1945 a Cracovia.

## Storia
La rivista fu curata da Aleksander Kamiński dal 5 novembre 1939 al 3 ottobre 1944 a Varsavia e poi da Kazimierz Feliks Kumaniecki dal 10 dicembre 1944 al 19 gennaio 1945 a Cracovia. La tiratura del primo numero fu di 90 copie.
Inizialmente fu organo centrale della Związek Walki Zbrojnej (ZWZ, Unione per la lotta armata) e poi organo di stampa dell'Armia Krajova (esercito nazionale), la rivista clandestina più importante e più pubblicata nella Polonia occupata.
Nel 1941 si aggiunsero anche edizioni regionali. Nell'aprile 1942 la tiratura arrivò a 19000 copie, nel marzo 1943 a 25 000 copie e nell'autunno del 1943 a 50 000 copie. Furono pubblicati 317 numeri del "Biuletyn Informacyjny".